# Foot Ball Club Spezia 1906 1968-1969
Questa voce raccoglie le informazioni riguardanti il Foot Ball Club Spezia 1906 nelle competizioni ufficiali della stagione 1968-1969.

## Stagione

Il nuovo centravanti spezzino Vito Callioni

Nella Stagione 1968-1969 lo Spezia il girone B di Serie C, con 35 punti ottiene il sedicesimo posto in classifica. Il torneo è stato vinto dall'Arezzo con 55 punti, davanti alla Massese con 49 punti, la squadra toscana è salita in Serie B, retrocedono lo Jesi con 33 punti, la Maceratese con 27 punti ed il Forlì con 17 punti.
Lo Spezia in questa stagione non ripete gli ultimi due stupendi campionati di Serie C, se ne va dopo due stagioni il tecnico Evaristo Malavasi, sostituito da Adriano Zecca. Arrivano il centravanti Vito Callioni dall'Atalanta e l'ala Giorgio Barbana dal Bologna. La partita inaugurale regala un (3-0) con la Maceratese che illude l'ambiente spezzino, perché la squadra inizia a zoppicare, poi a metà dicembre dopo la doppia sconfitta subita in Sardegna contro Olbia e Torres, viene esonerato l'allenatore, sostituito con Libero Salvietti, sempre lui nei momenti difficili, che non riesce però a porre rimedio alla sterilità offensiva degli aquilotti, si adatta alla situazione e con poche vittorie tanti pareggi, riesce a centrare una sofferta salvezza. Miglior realizzatore stagionale Giorgio Barbana con sette reti.

## Rosa
| N. |                   | Ruolo | Calciatore            |
| -- | ----------------- | ----- | --------------------- |
|    | Italia (bandiera) | A     | Giorgio Barbana       |
|    | Italia (bandiera) | C     | Francesco Brancaleoni |
|    | Italia (bandiera) | D     | Vito Callioni         |
|    | Italia (bandiera) | C     | Arturo Campagna       |
|    | Italia (bandiera) | D     | Marco Cozzani         |
|    | Italia (bandiera) | A     | Alberto Duvina        |
|    | Italia (bandiera) | D     | Andrea Fallani        |
|    | Italia (bandiera) | C     | Pietro Gonella        |
|    | Italia (bandiera) | P     | Pier Luigi Grandini   |

| N. |                   | Ruolo | Calciatore          |
| -- | ----------------- | ----- | ------------------- |
|    | Italia (bandiera) | A     | Domenico Mannino    |
|    | Italia (bandiera) | C     | Vittorio Memo       |
|    | Italia (bandiera) | D     | Osvaldo Motto       |
|    | Italia (bandiera) | A     | Giancarlo Pulitelli |
|    | Italia (bandiera) | C     | Luigi Raschi        |
|    | Italia (bandiera) | C     | Lorenzo Rollando    |
|    | Italia (bandiera) | D     | Marco Rossinelli    |
|    | Italia (bandiera) | C     | Angelo Spanio       |

## Risultati

### Serie C

#### Girone di andata
| Arbitro: | Pilotto (Roma) |

|                               |           |  |
| Rollando 30’ Barbana 61’, 72’ | Marcatori |  |

| Arbitro: | Porcelli (Lodi) |

|                  |           |              |
| Dedè 2’ Rosa 32’ | Marcatori | 23’ Campagna |

| Arbitro: | Gialuisi (Barletta) |

|            |           |              |
| Duvina 37’ | Marcatori | 20’ Veronesi |

| La Spezia 6 ottobre 1968 4ª giornata | Spezia             | 0 – 0 | Prato | Stadio Alberto Picco\| Arbitro: \| Lazzaroni (Milano) \| |
| Arbitro:                             | Lazzaroni (Milano) |       |       |                                                          |

| Ravenna 13 ottobre 1968 5ª giornata | Ravenna        | 0 – 0 | Spezia | Stadio Comunale\| Arbitro: \| Frasso (Capua) \| |
| Arbitro:                            | Frasso (Capua) |       |        |                                                 |

| Arbitro: | Fuschi (Pescara) |

|            |           |  |
| Gonella 4’ | Marcatori |  |

| Arbitro: | Marino (Taranto) |

|  |           |             |
|  | Marcatori | 14’ Barbana |

| La Spezia 3 novembre 1968 8ª giornata | Spezia                    | 0 – 0 | Siena | Stadio Alberto Picco\| Arbitro: \| Campanini (Finale Emilia) \| |
| Arbitro:                              | Campanini (Finale Emilia) |       |       |                                                                 |

| Massa 10 novembre 1968 9ª giornata | Massese        | 0 – 0 | Spezia | Stadio degli Oliveti\| Arbitro: \| Trono (Torino) \| |
| Arbitro:                           | Trono (Torino) |       |        |                                                      |

| Arbitro: | Canova (Milano) |

|                                                |           |              |
| Rollando 4’ Barbana 14’, 90’ (rig.) Duvina 38’ | Marcatori | 59’ Molinari |

| Arbitro: | Mascali (Desenzano del Garda) |

|                             |           |             |
| Scichilone 4’ Tarantini 16’ | Marcatori | 38’ Barbana |

| La Spezia 1º dicembre 1968 12ª giornata | Spezia             | 0 – 0 | Siena | Stadio Alberto Picco\| Arbitro: \| Monforte (Palermo) \| |
| Arbitro:                                | Monforte (Palermo) |       |       |                                                          |

| Arbitro: | Calì (Roma) |

|                         |           |  |
| Santini 9’ Marongiu 89’ | Marcatori |  |

| Arbitro: | Rodomonte (Teramo) |

|                          |           |               |
| Nunziati 28’ Colucci 30’ | Marcatori | 55’ Pulitelli |

| La Spezia 22 dicembre 1968 15ª giornata | Spezia              | 0 – 0 | Anconitana | Stadio Alberto Picco\| Arbitro: \| Marchetti (Vicenza) \| |
| Arbitro:                                | Marchetti (Vicenza) |       |            |                                                           |

| La Spezia 5 gennaio 1969 16ª giornata | Spezia           | 0 – 0 | Jesi | Stadio Alberto Picco\| Arbitro: \| Marino (Taranto) \| |
| Arbitro:                              | Marino (Taranto) |       |      |                                                        |

| Arbitro: | Messinese (Taranto) |

|               |           |  |
| Cazzaniga 33’ | Marcatori |  |

| Arbitro: | Leita (Catania) |

|              |           |  |
| Callioni 13’ | Marcatori |  |

| Forlì 26 gennaio 1969 19ª giornata | Forlì                | 0 – 0 | Spezia | Stadio Tullo Morgagni\| Arbitro: \| Castelli (Treviglio) \| |
| Arbitro:                           | Castelli (Treviglio) |       |        |                                                             |

#### Girone di ritorno
| Arbitro: | Frasso (Capua) |

|             |           |  |
| Peronace 8’ | Marcatori |  |

| Arbitro: | Ferrari (Rovereto) |

|              |           |  |
| Rollando 28’ | Marcatori |  |

| Arbitro: | Boscolo (Venezia) |

|                               |           |               |
| L. Rossi 12’ Motto 36’ (aut.) | Marcatori | 12’ Pulitelli |

| Prato 23 febbraio 1969 23ª giornata | Prato                      | 0 – 0 | Spezia | Stadio Lungobisenzio\| Arbitro: \| De Marco (Torre del Greco) \| |
| Arbitro:                            | De Marco (Torre del Greco) |       |        |                                                                  |

| Arbitro: | Martinelli (Catanzaro) |

|                   |           |                                           |
| Spanio 43’ (rig.) | Marcatori | 14’ Mongardi 25’ Ciani 38’ (rig.) Giavara |

| Arezzo 10 marzo 1969 25ª giornata | Arezzo                     | 0 – 0 | Spezia | Stadio Comunale\| Arbitro: \| Trinchieri (Reggio Emilia) \| |
| Arbitro:                          | Trinchieri (Reggio Emilia) |       |        |                                                             |

| Arbitro: | Pesciarelli (Roma) |

|                           |           |  |
| Rossinelli 82’ Duvina 86’ | Marcatori |  |

| Empoli 23 marzo 1969 27ª giornata | Empoli           | 0 – 0 | Spezia | Stadio Comunale\| Arbitro: \| Gastaldi (Pavia) \| |
| Arbitro:                          | Gastaldi (Pavia) |       |        |                                                   |

| Arbitro: | Leita (Catania) |

|  |           |              |
|  | Marcatori | 74’ Berzaghi |

| Arbitro: | Pilotto (Roma) |

|                                 |           |             |
| Ereditieri 3’ Ciacci 82’ (rig.) | Marcatori | 84’ Barbana |

| La Spezia 20 aprile 1969 30ª giornata | Spezia               | 0 – 0 | Del Duca Ascoli | Stadio Alberto Picco\| Arbitro: \| Busalacchi (Palermo) \| |
| Arbitro:                              | Busalacchi (Palermo) |       |                 |                                                            |

| Arbitro: | Scolari (Verona) |

|                                       |           |  |
| Bonetti 20’ Bruschettini 23’ Aldi 66’ | Marcatori |  |

| La Spezia 11 maggio 1969 32ª giornata | Spezia        | 0 – 0 | Olbia | Stadio Alberto Picco\| Arbitro: \| Ciulli (Roma) \| |
| Arbitro:                              | Ciulli (Roma) |       |       |                                                     |

| Arbitro: | Castelli (Treviglio) |

|                   |           |  |
| Dettori 9’ (aut.) | Marcatori |  |

| Arbitro: | Mascali (Desenzano del Garda) |

|               |           |              |
| Cavicchia 74’ | Marcatori | 13’ Rollando |

| Jesi 1º giugno 1969 35ª giornata | Jesi             | 0 – 0 | Spezia | Stadio Comunale\| Arbitro: \| Casarin (Milano) \| |
| Arbitro:                         | Casarin (Milano) |       |        |                                                   |

| Arbitro: | Cantelli (Firenze) |

|              |           |             |
| Campagna 24’ | Marcatori | 68’ Giordan |

| Arbitro: | Menegali (Roma) |

|             |           |                 |
| Frigeri 53’ | Marcatori | 66’ Brancaleoni |

| Arbitro: | Moretto (San Donà di Piave) |

|              |           |             |
| Campagna 49’ | Marcatori | 65’ Pastori |